# Виолетта
Виоле́тта — женское имя, этимологически происходит от латинского viola — фиалка. Более всего популярно в Италии, Испании и во Франции. Варианты имени распространены в Великобритании, США и других странах. В США Violet занимает 589-е место по популярности среди родителей новорожденных (по итогам 2004 года).

## Иноязычные аналоги
В большинстве языков имя Виолетта (или его аналоги) является синомонимом слову «фиалка».
- англ. Violet
- исп. Violeta
- итал. Violetta
- итал. Violeta
- итал. Viola
- фр. Violette

## В кинематографе
- «Виолетта» — сериал Disney Channel
- Violet Evergarden — аниме-сериал

## В астрономии
- (557) Виолетта — астероид, открытый в 1905 году.